# هوارد مانسفيلد
هوارد مانسفيلد (بالإنجليزية: Howard Mansfield)‏ هو مؤرخ أمريكي، ولد في 14 يونيو 1957.